# 旬感テレビ
『旬感テレビ』（しゅんかんテレビ）は、2005年3月28日から2007年3月23日まで南日本放送（MBCテレビ）で平日10時台に放送されていた情報番組。金曜版のみ『旬感テレビ金曜版』と題して放送されていた。

## 概要
それまで平日7時台・8時台に放送されていた『ウォッチ!かごしま』に替わって放送開始。『ウォッチ!かごしま』は1時間近くの帯番組だったが、本番組の放送時間は10分（金曜のみ25分）と大幅に縮小された。縮小分の補完番組として、2005年4月2日から土曜9時台・10時台に『ズバッと!鹿児島』が放送されていた。なお、放送時間は2年目に入った際に拡大し、基本20分の番組になった。
番組の終了後、それまで土曜のみに放送されていた『ズバッと!鹿児島』が平日にも進出し、週6日間の帯番組になった。

## 放送時間
- 平日 10:25 - 10:35 （2005年度） - 金曜のみ10:10から放送。
- 平日 09:55 - 10:05 （2006年度） - 水曜のみ10:10まで、金曜のみ10:25まで放送。

## 出演者
- 岡田祐介（MBCアナウンサー） - メインMC。
- 早稲田裕美子（MBCタレント） - 金曜のみの出演。
- 笹田美樹（MBCタレント） - アシスタント。